# Żywot drugi św. Wojciecha

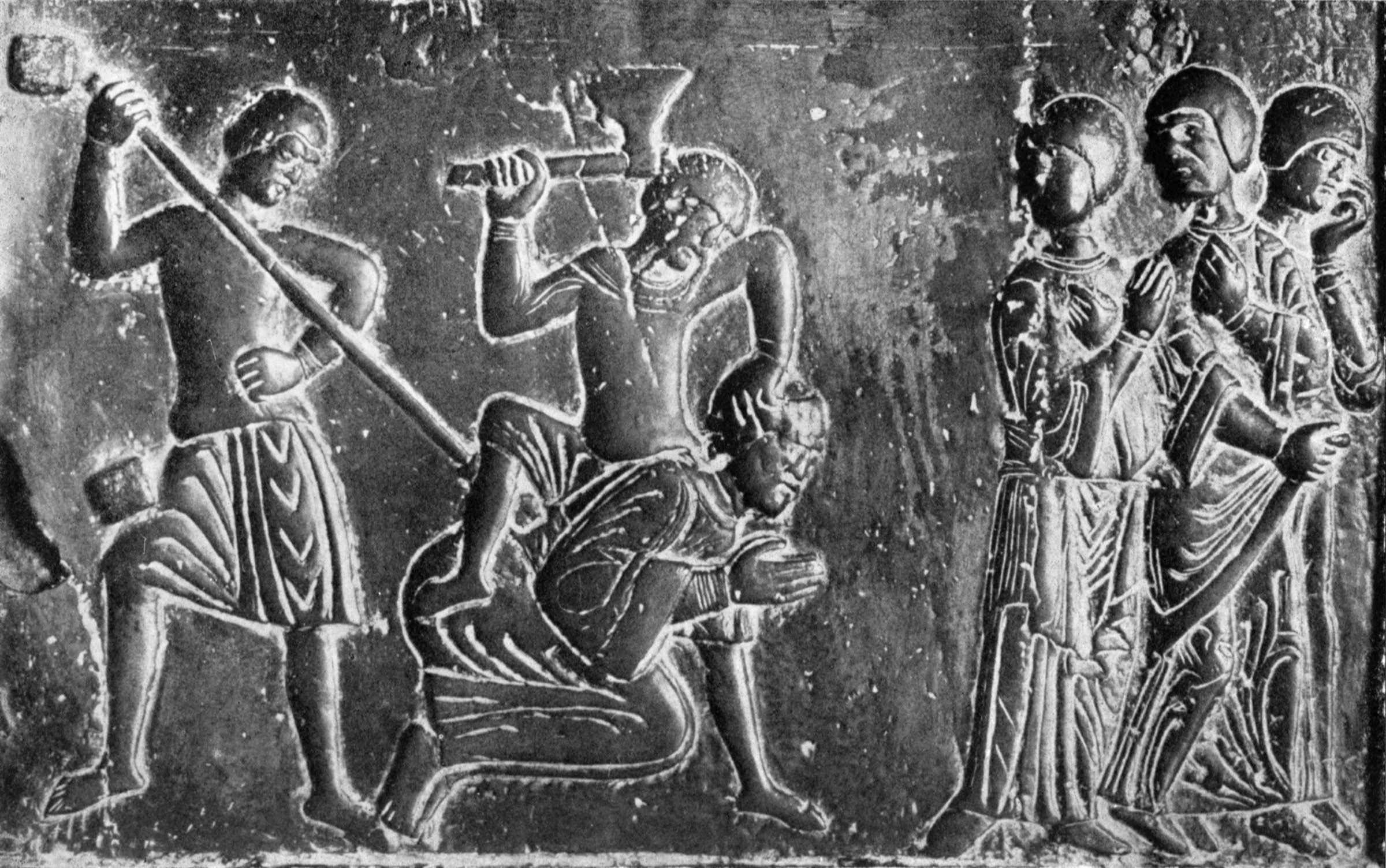
Śmierć św. Wojciecha, fragment Drzwi Gnieźnieńskich

Żywot drugi św. Wojciecha, biskupa praskiego i męczennika (łac. Sancti Adalberti Pragensis episcopi et martyris vita altera, znany też jako Vita altera – Żywot drugi) – średniowieczny łaciński utwór hagiograficzny przedstawiający życie św. Wojciecha, napisany przez Brunona z Kwerfurtu ok. 1004 r.
Żywot powstał prawdopodobnie w 1004 r. w Rzymie (przed przybyciem Brunona do Polski), a następnie był redagowany i poszerzany w trakcie podróży Brunona po Niemczech i Węgrzech. Zachował się w dwóch redakcjach: dłuższej i krótszej.
Podstawowe informacje zostały zaczerpnięte z Żywota pierwszego św. Wojciecha. Bruno wprowadził do tekstu liczne dygresje o tematyce religijnej (pochwała Boga), moralnej (apologia męczeństwa) oraz historycznej (postać Ottona II). Jednocześnie usunął niektóre drastyczne epizody (spór z benedyktynami na Monte Cassino), a w wersji krótszej – również cuda i wizje.
Bohater ukazany jest inaczej niż w Żywocie pierwszym. Zamiast wyidealizowanej i statycznej postaci pojawia się bohater o złożonej i zmiennej psychice. Młode lata Wojciecha zapowiadają przyszłą świętość, ale zdarza mu się też zaniedbywać naukę oraz oddawać doczesnym radościom. Odmiana moralna następuje po objęciu biskupstwa i poprzedzona jest wewnętrzną walką ze słabościami poprzez post, nocne czuwania i umartwianie się. Wojciech cnotę i świętość uzyskuje dzięki trudowi i pracy nad sobą. Walka ze słabością wewnętrzną i lękiem trwa przez całe życie świętego, także w obliczu męczeńskiej śmierci.
Kompozycja utworu przypomina Żywot pierwszy. Wydarzenia prezentowane są w porządku chronologicznym. Utwór napisany jest stylem ozdobnym. Zawiera rozbudowaną metaforykę, spiętrzone porównania oraz epitety. Przeważają zdanie wielokrotnie złożone.